# 卡蒂 (卡斯特利翁省)
卡蒂（西班牙語：Catí），是西班牙瓦伦西亚自治区卡斯特利翁省的一个市镇。总面积102平方公里，总人口850人（2001年），人口密度8人/平方公里。